# Sezonul de Formula 1 din 2011
Campionatul Mondial de Formula 1 din 2011 a fost cel de-al 65-lea sezon al curselor auto pentru mașinile de Formula 1, recunoscut de organismul de conducere al sportului internațional, Federația Internațională de Automobilism, ca fiind competiția de cea mai înaltă clasă pentru mașinile de curse. A inclus cea de-a 62-a ediție a Campionatului Mondial al Piloților, și a 54-a ediție a Campionatului Mondial al Constructorilor. Sezonul a fost disputat pe parcursul a nouăsprezece curse, începând cu Marele Premiu al Australiei pe 27 martie și terminându-se cu Marele Premiu al Braziliei pe 27 noiembrie. Calendarul inițial pentru Campionatul Mondial din 2011 a constat din douăzeci de runde, inclusiv desfășurarea inaugurală a Marelui Premiu al Indiei înainte de anularea Marelui Premiu al Bahrainului. Pirelli a revenit în acest sport drept furnizor de pneuri pentru toate echipele, după ce Bridgestone nu a mai prelungit contractul existent, marcând revenirea lor în Formula 1 pentru prima dată după sezonul 1991.
Echipa Red Bull Racing a fost campioana en titre la Constructori, iar Sebastian Vettel la piloți, unul dintre cei cinci campioni mondiali care au apărut pe grilă. Vettel a câștigat al doilea Campionat Mondial la Marele Premiu al Japoniei din 2011, devenind cel mai tânăr pilot, la 24 de ani și 98 de zile, care reușește acest lucru. Red Bull Racing a câștigat Campionatul la Constructori pentru a doua oară.

## Piloții și echipele înscrise în campionat
După o dispută între Asociația echipelor de Formula 1 (FOTA) și FIA în prima jumătate a anului 2009, un nou Acord Concorde a fost semnat la 1 august 2009 de către președintele FIA de atunci, Max Mosley, și de toate echipele existente la acea vreme. Noul acord prevede continuarea termenilor acordului din 1998 și durează până la 31 decembrie 2012. FIA a publicat o listă provizorie de înscriere la 30 noiembrie 2010, care a fost revizuită la 2 decembrie 2010. Echipele au concurat cu anvelopele furnizate de Pirelli.
| Imagine             | Concurent                    | Constructor | Unitate de putere | Șasiu       | Piloți | Piloți             | Piloți      |
| ------------------- | ---------------------------- | ----------- | ----------------- | ----------- | ------ | ------------------ | ----------- |
| Imagine             | Concurent                    | Constructor | Unitate de putere | Șasiu       | Nr.    | Numele pilotului   | Etape       |
| Red Bull RB7        | Red Bull Racing              | RBR         | Renault RS27-2011 | RB7         | 1      | Sebastian Vettel   | Toate       |
| Red Bull RB7        | Red Bull Racing              | RBR         | Renault RS27-2011 | RB7         | 2      | Mark Webber        | Toate       |
| McLaren MP4-26      | Vodafone McLaren Mercedes    | McLaren     | Mercedes FO 108Y  | MP4-26      | 3      | Lewis Hamilton     | Toate       |
| McLaren MP4-26      | Vodafone McLaren Mercedes    | McLaren     | Mercedes FO 108Y  | MP4-26      | 4      | Jenson Button      | Toate       |
| Ferrari 150º Italia | Scuderia Ferrari             | Ferrari     | Ferrari 056       | 150º Italia | 5      | Fernando Alonso    | Toate       |
| Ferrari 150º Italia | Scuderia Ferrari             | Ferrari     | Ferrari 056       | 150º Italia | 6      | Felipe Massa       | Toate       |
| Mercedes MGP W02    | Mercedes GP Petronas F1 Team | Mercedes    | Mercedes FO 108Y  | MGP W02     | 7      | Michael Schumacher | Toate       |
| Mercedes MGP W02    | Mercedes GP Petronas F1 Team | Mercedes    | Mercedes FO 108Y  | MGP W02     | 8      | Nico Rosberg       | Toate       |
| Renault R31         | Lotus Renault GP             | Renault     | Renault RS27-2011 | R31         | 9      | Nick Heidfeld      | 1–11        |
| Renault R31         | Lotus Renault GP             | Renault     | Renault RS27-2011 | R31         | 9      | Bruno Senna        | 12–19       |
| Renault R31         | Lotus Renault GP             | Renault     | Renault RS27-2011 | R31         | 10     | Vitali Petrov      | Toate       |
| Williams FW33       | AT&T Williams                | Williams    | Cosworth CA2011K  | FW33        | 11     | Rubens Barrichello | Toate       |
| Williams FW33       | AT&T Williams                | Williams    | Cosworth CA2011K  | FW33        | 12     | Pastor Maldonado   | Toate       |
| Force India VJM04   | Force India F1 Team          | Force India | Mercedes FO 108Y  | VJM04       | 14     | Adrian Sutil       | Toate       |
| Force India VJM04   | Force India F1 Team          | Force India | Mercedes FO 108Y  | VJM04       | 15     | Paul di Resta      | Toate       |
| Sauber C30          | Sauber F1 Team               | Sauber      | Ferrari 056       | C30         | 16     | Kamui Kobayashi    | Toate       |
| Sauber C30          | Sauber F1 Team               | Sauber      | Ferrari 056       | C30         | 17     | Sergio Pérez       | Toate       |
| Sauber C30          | Sauber F1 Team               | Sauber      | Ferrari 056       | C30         | 17     | Pedro de la Rosa   | 7           |
| STR STR6            | Scuderia Toro Rosso          | STR         | Ferrari 056       | STR6        | 18     | Sébastien Buemi    | Toate       |
| STR STR6            | Scuderia Toro Rosso          | STR         | Ferrari 056       | STR6        | 19     | Jaime Alguersuari  | Toate       |
| Lotus T128          | Team Lotus                   | Lotus       | Renault RS27-2011 | T128        | 20     | Heikki Kovalainen  | Toate       |
| Lotus T128          | Team Lotus                   | Lotus       | Renault RS27-2011 | T128        | 21     | Jarno Trulli       | 1–9, 11–19  |
| Lotus T128          | Team Lotus                   | Lotus       | Renault RS27-2011 | T128        | 21     | Karun Chandhok     | 10          |
| Hispania F111       | HRT Formula 1 Team           | HRT         | Cosworth CA2011   | F111        | 22     | Narain Karthikeyan | 1–8, 17     |
| Hispania F111       | HRT Formula 1 Team           | HRT         | Cosworth CA2011   | F111        | 22     | Daniel Ricciardo   | 9–16, 18–19 |
| Hispania F111       | HRT Formula 1 Team           | HRT         | Cosworth CA2011   | F111        | 23     | Vitantonio Liuzzi  | 1–16, 18–19 |
| Hispania F111       | HRT Formula 1 Team           | HRT         | Cosworth CA2011   | F111        | 23     | Daniel Ricciardo   | 17          |
| Virgin MVR-02       | Marussia Virgin Racing       | Virgin      | Cosworth CA2011   | MVR-02      | 24     | Timo Glock         | Toate       |
| Virgin MVR-02       | Marussia Virgin Racing       | Virgin      | Cosworth CA2011   | MVR-02      | 25     | Jérôme d'Ambrosio  | Toate       |

## Calendar

Națiunile care au găzduit curse de Formula 1 în 2011 sunt arătate în verde. Națiunile care au găzduit curse de Formula 1 în trecut sunt arătate în gri închis

Cele 19 Mari Premii care au făcut parte din Campionatul Mondial din 2011:
| 1.                                         | 2.                                                   | 3.                                         | 4.                                             |
| ------------------------------------------ | ---------------------------------------------------- | ------------------------------------------ | ---------------------------------------------- |
| Marele Premiu al Australiei 25-27 martie   | Marele Premiu al Malaysiei 8-10 aprilie              | Marele Premiu al Chinei 15-17 aprilie      | Marele Premiu al Turciei 6-8 mai               |
| Albert Park (S)                            | Sepang (P)                                           | Shanghai (P)                               | Istanbul Park (P)                              |
| 5.                                         | 6.                                                   | 7.                                         | 8.                                             |
| Marele Premiu al Spaniei 20-22 mai         | Marele Premiu al Principatului Monaco 26, 28-29 mai  | Marele Premiu al Canadei 10-12 iunie       | Marele Premiu al Europei 24-26 iunie           |
| Catalunya (P)                              | Monaco (S)                                           | Gilles Villeneuve (S)                      | Valencia (S)                                   |
| 9.                                         | 10.                                                  | 11.                                        | 12.                                            |
| Marele Premiu al Marii Britanii 8-10 iulie | Marele Premiu al Germaniei 22-24 iulie               | Marele Premiu al Ungariei 29-31 iulie      | Marele Premiu al Belgiei 26-28 august          |
| Silverstone (P)                            | Nürburgring (P)                                      | Hungaroring (P)                            | Spa-Francorchamps (P)                          |
| 13.                                        | 14.                                                  | 15.                                        | 16.                                            |
| Marele Premiu al Italiei 9-11 septembrie   | Marele Premiu al statului Singapore 23-25 septembrie | Marele Premiu al Japoniei 7-9 octombrie    | Marele Premiu al Coreei de Sud 14-16 octombrie |
| Monza (P)                                  | Marina Bay (S)                                       | Suzuka (P)                                 | Yeongam (P)                                    |
| 17.                                        | 18.                                                  | 19.                                        |                                                |
| Marele Premiu al Indiei 28-30 octombrie    | Marele Premiu de la Abu Dhabi 11-13 noiembrie        | Marele Premiu al Braziliei 25-27 noiembrie |                                                |
| Buddh (P)                                  | Yas Marina (P)                                       | Interlagos (P)                             |                                                |
| (P) - pistă; (S) - stradă. Surse:          |                                                      |                                            |                                                |

Următoarea cursă a fost inclusă în calendarul inițial, dar a fost anulată ulterior:
| Mare Premiu                  | Circuit    | Data programată |
| ---------------------------- | ---------- | --------------- |
| Marele Premiu al Bahrainului | Sakhir (P) | 13 martie       |

## Pneuri
| MP     | SS | S | M | H |
| ------ | -- | - | - | - |
| AUS    |    | X |   | X |
| MAL    |    | X |   | X |
| CHN    |    | X |   | X |
| TUR    |    | X |   | X |
| ESP    |    | X |   | X |
| MON    | X  | X |   |   |
| CAN    | X  | X |   |   |
| EUR    |    | X | X |   |
| GBR    |    | X |   | X |
| GER    |    | X | X |   |
| HUN    | X  | X |   |   |
| BEL    |    | X | X |   |
| ITA    |    | X | X |   |
| SGP    | X  | X |   |   |
| JPN    |    | X | X |   |
| KOR    | X  | X |   |   |
| IND    |    | X |   | X |
| ABU    |    | X | X |   |
| BRA    |    | X | X |   |
| Sursa: |    |   |   |   |

| Numele compusului | Pneu | Pneu | Condiții de rulare   | Aderență | Durabilitate |
| ----------------- | ---- | ---- | -------------------- | -------- | ------------ |
| Supersoft         |      |      | Uscat                | 4        | 1            |
| Soft (Moale)      |      |      | Uscat                | 3        | 2            |
| Medium (Mediu)    |      |      | Uscat                | 2        | 3            |
| Hard (Dur)        |      |      | Uscat                | 1        | 4            |
| Intermediate      |      |      | Umed (Ploaie ușoară) | N/A      | N/A          |
| Wet               |      |      | Umed (Ploaie)        | N/A      | N/A          |

Unicul partener de anvelope, Bridgestone, a anunțat că nu își va reînnoi contractul cu Formula 1 la sfârșitul sezonului 2010. După ce a petrecut trei sezoane ca partener oficial de anvelope pentru ambele turnee de curse auto Grand-Am Rolex Sports Car Series și, respectiv, Campionatul Mondial de Raliuri, din 2008 până în 2010, Pirelli a fost ales oficial ca furnizor de anvelope pentru 2011 de către Consiliul Mondial al Sporturilor cu Motor FIA. Sigla Pirelli de pe fiecare anvelopă a fost codificată cu culori pentru a identifica fiecare compus și modelul benzii de rulare utilizate. Mașinile aveau o distribuție obligatorie a greutății pentru a oferi Pirelli o specificație tehnică și pentru a împiedica echipele să facă modificări la configurația internă a mașinilor lor în cazul în care se dovedesc că nu se potrivesc mașinilor. La testul final de la Barcelona, a fost dezvăluit că piloții ar trebui să facă trei opriri la boxe la majoritatea curselor, în conformitate cu mandatul Pirelli de a proiecta o anvelopă cu uzură mai mare.
Marele Premiu al Belgiei a avut o mică controversă atunci când mai multe echipe au descoperit că anvelopele lor sufereau blistering în timpul calificărilor, dar nu li s-a permis să-și schimbe anvelopele înainte de cursă, deoarece daunele au fost rezultatul setării mașinii și nu a unui accident. Pirelli a subliniat practica Red Bull Racing de a rula setările de camber care au fost în afara parametrilor recomandați ca fiind cauza blistering-ului, și a spus că vor fi mai precauți cu recomandările lor pentru Monza pentru a preveni apariția din nou a problemei. Pirelli a declarat că sunt dispuși să apeleze la FIA pentru a impune limitele de camber dacă există vreo dovadă de blistering după sesiunile de antrenamente libere din Italia. FIA a anunțat ulterior că limitele de camber ale Pirelli sunt obligatorii și că orice echipă care nu le va respecta va fi raportată comisarilor în conformitate cu articolul 2.3 din regulamentele tehnice ale sportului pentru construcție periculoasă și ar risca excluderea din cursă.

## Rezultate și clasamente

### Marile Premii
| Etapa | Mare Premiu                | Pole position    | Cel mai rapid tur | Pilotul câștigător | Constructorul câștigător | Raport | Lider | Lider |
| Etapa | Mare Premiu                | Pole position    | Cel mai rapid tur | Pilotul câștigător | Constructorul câștigător | Raport | Pilot | Dif.  |
| ----- | -------------------------- | ---------------- | ----------------- | ------------------ | ------------------------ | ------ | ----- | ----- |
| 1     | MP al Australiei           | Sebastian Vettel | Felipe Massa      | Sebastian Vettel   | RBR-Renault              | Raport | VET   | 7     |
| 2     | MP al Malaysiei            | Sebastian Vettel | Mark Webber       | Sebastian Vettel   | RBR-Renault              | Raport | VET   | 24    |
| 3     | MP al Chinei               | Sebastian Vettel | Mark Webber       | Lewis Hamilton     | McLaren-Mercedes         | Raport | VET   | 21    |
| 4     | MP al Turciei              | Sebastian Vettel | Mark Webber       | Sebastian Vettel   | RBR-Renault              | Raport | VET   | 34    |
| 5     | MP al Spaniei              | Mark Webber      | Lewis Hamilton    | Sebastian Vettel   | RBR-Renault              | Raport | VET   | 41    |
| 6     | MP al Principatului Monaco | Sebastian Vettel | Mark Webber       | Sebastian Vettel   | RBR-Renault              | Raport | VET   | 58    |
| 7     | MP al Canadei              | Sebastian Vettel | Jenson Button     | Jenson Button      | McLaren-Mercedes         | Raport | VET   | 60    |
| 8     | MP al Europei              | Sebastian Vettel | Sebastian Vettel  | Sebastian Vettel   | RBR-Renault              | Raport | VET   | 77    |
| 9     | MP al Marii Britanii       | Mark Webber      | Fernando Alonso   | Fernando Alonso    | Ferrari                  | Raport | VET   | 80    |
| 10    | MP al Germaniei            | Mark Webber      | Lewis Hamilton    | Lewis Hamilton     | McLaren-Mercedes         | Raport | VET   | 77    |
| 11    | MP al Ungariei             | Sebastian Vettel | Felipe Massa      | Jenson Button      | McLaren-Mercedes         | Raport | VET   | 85    |
| 12    | MP al Belgiei              | Sebastian Vettel | Mark Webber       | Sebastian Vettel   | RBR-Renault              | Raport | VET   | 92    |
| 13    | MP al Italiei              | Sebastian Vettel | Lewis Hamilton    | Sebastian Vettel   | RBR-Renault              | Raport | VET   | 112   |
| 14    | MP al statului Singapore   | Sebastian Vettel | Jenson Button     | Sebastian Vettel   | RBR-Renault              | Raport | VET   | 124   |
| 15    | MP al Japoniei             | Sebastian Vettel | Jenson Button     | Jenson Button      | McLaren-Mercedes         | Raport | VET   | 114   |
| 16    | MP al Coreei de Sud        | Lewis Hamilton   | Sebastian Vettel  | Sebastian Vettel   | RBR-Renault              | Raport | VET   | 127   |
| 17    | MP al Indiei               | Sebastian Vettel | Sebastian Vettel  | Sebastian Vettel   | RBR-Renault              | Raport | VET   | 134   |
| 18    | MP de la Abu Dhabi         | Sebastian Vettel | Mark Webber       | Lewis Hamilton     | McLaren-Mercedes         | Raport | VET   | 119   |
| 19    | MP al Braziliei            | Sebastian Vettel | Mark Webber       | Mark Webber        | RBR-Renault              | Raport | VET   | 122   |

### Sistemul de punctaj
Punctele sunt acordate primilor zece piloți care au terminat în fiecare cursă, folosind următoarea structură:
| Loc    | 1  | 2  | 3  | 4  | 5  | 6 | 7 | 8 | 9 | 10 |
| Puncte | 25 | 18 | 15 | 12 | 10 | 8 | 6 | 4 | 2 | 1  |

Pentru a obține toate punctele, câștigătorul cursei trebuie să termine cel puțin 75% din distanța programată. Jumătate de puncte sunt acordate dacă câștigătorul cursei termină mai puțin de 75% din distanță, cu condiția terminării a cel puțin două tururi complete. În cazul de egalitate la încheierea campionatului, se folosește un sistem de numărătoare, cel mai bun rezultat fiind folosit pentru a decide clasamentul final.
Note
- ^1 - În cazul în care nu sunt încheiate două tururi complete, nu se acordă nici un punct și cursa este abandonată.
- ^2 - În cazul în care doi sau mai mulți piloți realizează același cel mai bun rezultat de un număr egal de ori, se va folosi următorul cel mai bun rezultat. Dacă doi sau mai mulți piloți vor avea un număr egal de rezultate de un număr egal de ori, FIA va nominaliza câștigătorul conform unor criterii pe care le va considera potrivite.

### Clasament Campionatul Mondial al Piloților
| Poz. | Pilot              | AUS | MAL | CHN | TUR | ESP | MON | CAN | EUR  | GBR | GER | HUN | BEL | ITA | SIN | JPN | KOR | IND  | ABU | BRA | Pct.   |
| Poz. | Pilot              |     |     |     |     |     |     |     |      |     |     |     |     |     |     |     |     |      |     |     | Pct.   |
| ---- | ------------------ | --- | --- | --- | --- | --- | --- | --- | ---- | --- | --- | --- | --- | --- | --- | --- | --- | ---- | --- | --- | ------ |
| 1    | Sebastian Vettel   | 1P  | 1P  | 2P  | 1P  | 1   | 1P  | 2P  | 1P R | 2   | 4   | 2P  | 1P  | 1P  | 1P  | 3P  | 1R  | 1P R | AbP | 2P  | 392    |
| 2    | Jenson Button      | 6   | 2   | 4   | 6   | 3   | 3   | 1R  | 6    | Ab  | Ab  | 1   | 3   | 2   | 2R  | 1R  | 4   | 2    | 3   | 3   | 270    |
| 3    | Mark Webber        | 5   | 4R  | 3R  | 2R  | 4P  | 4R  | 3   | 3    | 3P  | 3P  | 5   | 2R  | Ab  | 3   | 4   | 3   | 4    | 4R  | 1R  | 258    |
| 4    | Fernando Alonso    | 4   | 6   | 7   | 3   | 5   | 2   | Ab  | 2    | 1R  | 2   | 3   | 4   | 3   | 4   | 2   | 5   | 3    | 2   | 4   | 257    |
| 5    | Lewis Hamilton     | 2   | 8   | 1   | 4   | 2R  | 6   | Ab  | 4    | 4   | 1R  | 4   | Ab  | 4R  | 5   | 5   | 2P  | 7    | 1   | Ab  | 227    |
| 6    | Felipe Massa       | 7R  | 5   | 6   | 11  | Ab  | Ab  | 6   | 5    | 5   | 5   | 6R  | 8   | 6   | 9   | 7   | 6   | Ab   | 5   | 5   | 118    |
| 7    | Nico Rosberg       | Ab  | 12  | 5   | 5   | 7   | 11  | 11  | 7    | 6   | 7   | 9   | 6   | Ab  | 7   | 10  | 8   | 6    | 6   | 7   | 89     |
| 8    | Michael Schumacher | Ab  | 9   | 8   | 12  | 6   | Ab  | 4   | 17   | 9   | 8   | Ab  | 5   | 5   | Ab  | 6   | Ab  | 5    | 7   | 15  | 76     |
| 9    | Adrian Sutil       | 9   | 11  | 15  | 13  | 13  | 7   | Ab  | 9    | 11  | 6   | 14  | 7   | Ab  | 8   | 11  | 11  | 9    | 8   | 6   | 42     |
| 10   | Vitali Petrov      | 3   | 17* | 9   | 8   | 11  | Ab  | 5   | 15   | 12  | 10  | 12  | 9   | Ab  | 17  | 9   | Ab  | 11   | 13  | 10  | 37     |
| 11   | Nick Heidfeld      | 12  | 3   | 12  | 7   | 8   | 8   | Ab  | 10   | 8   | Ab  | Ab  |     |     |     |     |     |      |     |     | 34     |
| 12   | Kamui Kobayashi    | DSC | 7   | 10  | 10  | 10  | 5   | 7   | 16   | Ab  | 9   | 11  | 12  | Ab  | 14  | 13  | 15  | Ab   | 10  | 9   | 30     |
| 13   | Paul di Resta      | 10  | 10  | 11  | Ab  | 12  | 12  | 18* | 14   | 15  | 13  | 7   | 11  | 8   | 6   | 12  | 10  | 13   | 9   | 8   | 27     |
| 14   | Jaime Alguersuari  | 11  | 14  | Ab  | 16  | 16  | Ab  | 8   | 8    | 10  | 12  | 10  | Ab  | 7   | 21* | 15  | 7   | 8    | 15  | 11  | 26     |
| 15   | Sébastien Buemi    | 8   | 13  | 14  | 9   | 14  | 10  | 10  | 13   | Ab  | 15  | 8   | Ab  | 10  | 12  | Ab  | 9   | Ab   | Ab  | 12  | 15     |
| 16   | Sergio Pérez       | DSC | Ab  | 17  | 14  | 9   | NS  | Ret | 11   | 7   | 11  | 15  | Ab  | Ab  | 10  | 8   | 16  | 10   | 11  | 13  | 14     |
| 17   | Rubens Barrichello | Ab  | Ab  | 13  | 15  | 17  | 9   | 9   | 12   | 13  | Ab  | 13  | 16  | 12  | 13  | 17  | 12  | 15   | 12  | 14  | 4      |
| 18   | Bruno Senna        |     |     |     |     |     |     |     |      |     |     |     | 13  | 9   | 15  | 16  | 13  | 12   | 16  | 17  | 2      |
| 19   | Pastor Maldonado   | Ab  | Ab  | 18  | 17  | 15  | 18* | Ab  | 18   | 14  | 14  | 16  | 10  | 11  | 11  | 14  | Ab  | Ab   | 14  | Ab  | 1      |
| 20   | Pedro de la Rosa   |     |     |     |     |     |     | 12  |      |     |     |     |     |     |     |     |     |      |     |     | 0      |
| 21   | Jarno Trulli       | 13  | Ab  | 19  | 18  | 18  | 13  | 16  | 20   | Ab  |     | Ab  | 14  | 14  | Ab  | 19  | 17  | 19   | 18  | 18  | 0      |
| 22   | Heikki Kovalainen  | Ab  | 15  | 16  | 19  | Ab  | 14  | Ab  | 19   | Ab  | 16  | Ab  | 15  | 13  | 16  | 18  | 14  | 14   | 17  | 16  | 0      |
| 23   | Vitantonio Liuzzi  | NSC | Ab  | 22  | 22  | Ab  | 16  | 13  | 23   | 18  | Ab  | 20  | 19  | Ab  | 20  | 23  | 21  |      | 20  | Ab  | 0      |
| 24   | Jérôme d'Ambrosio  | 14  | Ab  | 20  | 20  | 20  | 15  | 14  | 22   | 17  | 18  | 19  | 17  | Ab  | 18  | 21  | 20  | 16   | Ab  | 19  | 0      |
| 25   | Timo Glock         | NC  | 16  | 21  | NS  | 19  | Ab  | 15  | 21   | 16  | 17  | 17  | 18  | 15  | Ab  | 20  | 18  | Ab   | 19  | Ab  | 0      |
| 26   | Narain Karthikeyan | NSC | Ab  | 23  | 21  | 21  | 17  | 17  | 24   |     |     |     |     |     |     |     |     | 17   |     |     | 0      |
| 27   | Daniel Ricciardo   |     |     |     |     |     |     |     |      | 19  | 19  | 18  | Ab  | NC  | 19  | 22  | 19  | 18   | Ab  | 20  | 0      |
| 28   | Karun Chandhok     |     |     |     |     |     |     |     |      |     | 20  |     |     |     |     |     |     |      |     |     | 0      |
| Poz. | Pilot              | AUS | MAL | CHN | TUR | ESP | MON | CAN | EUR  | GBR | GER | HUN | BEL | ITA | SIN | JPN | KOR | IND  | ABU | BRA | Puncte |

| Legendă      | Legendă                                                |
| Culoare      | Rezultat                                               |
| ------------ | ------------------------------------------------------ |
| Auriu        | Câștigător                                             |
| Argintiu     | Locul 2                                                |
| Bronz        | Locul 3                                                |
| Verde        | Alte locuri care punctează                             |
| Albastru     | Alte locuri                                            |
| Albastru     | Nu s-a clasat, dar a terminat cursa (NC)               |
| Purpuriu     | A abandonat cursa (Ab)                                 |
| Negru        | Descalificat (DSC)                                     |
| Alb          | Nu a luat startul (NS)                                 |
| Roșu         | Nu s-a calificat (NSC)                                 |
| Fără culoare | Retras înainte de calificări (Ret)                     |
| Fără culoare | Exclus (EX)                                            |
| Fără culoare | Nu a participat (celulă goală)                         |
| Adnotare     | Însemnătate                                            |
| P            | Pole position                                          |
| R            | Cel mai rapid tur                                      |
| *            | Nu a terminat, dar a parcurs mai mult de 90% din cursă |

### Clasament Campionatul Mondial al Constructorilor
| Poz. | Constructor          | AUS | MAL | CHN | TUR | ESP | MON | CAN | EUR  | GBR | GER | HUN | BEL | ITA | SIN | JPN | KOR | IND  | ABU | BRA | Pct.   |
| Poz. | Constructor          |     |     |     |     |     |     |     |      |     |     |     |     |     |     |     |     |      |     |     | Pct.   |
| ---- | -------------------- | --- | --- | --- | --- | --- | --- | --- | ---- | --- | --- | --- | --- | --- | --- | --- | --- | ---- | --- | --- | ------ |
| 1    | RBR-Renault          | 1P  | 1P  | 2P  | 1P  | 1   | 1P  | 2P  | 1P R | 2   | 3P  | 2P  | 1P  | 1P  | 1P  | 3P  | 1R  | 1P R | 4R  | 1R  | 650    |
| 1    | RBR-Renault          | 5   | 4R  | 3R  | 2R  | 4P  | 4R  | 3   | 3    | 3P  | 4   | 5   | 2R  | Ab  | 3   | 4   | 3   | 4    | AbP | 2P  | 650    |
| 2    | McLaren-Mercedes     | 2   | 2   | 1   | 4   | 2R  | 3   | 1R  | 4    | 4   | 1R  | 1   | 3   | 2   | 2R  | 1R  | 2P  | 2    | 1   | 3   | 497    |
| 2    | McLaren-Mercedes     | 6   | 8   | 4   | 6   | 3   | 6   | Ab  | 6    | Ab  | Ab  | 4   | Ab  | 4R  | 5   | 5   | 4   | 7    | 3   | Ab  | 497    |
| 3    | Ferrari              | 4   | 5   | 6   | 3   | 5   | 2   | 6   | 2    | 1R  | 2   | 3   | 4   | 3   | 4   | 2   | 5   | 3    | 2   | 4   | 375    |
| 3    | Ferrari              | 7R  | 6   | 7   | 11  | Ab  | Ab  | Ab  | 5    | 5   | 5   | 6R  | 8   | 6   | 9   | 7   | 6   | Ab   | 5   | 5   | 375    |
| 4    | Mercedes             | Ab  | 9   | 5   | 5   | 6   | 11  | 4   | 7    | 6   | 7   | 9   | 5   | 5   | 7   | 6   | 8   | 5    | 6   | 7   | 165    |
| 4    | Mercedes             | Ab  | 12  | 8   | 12  | 7   | Ab  | 11  | 17   | 9   | 8   | Ab  | 6   | Ab  | Ab  | 10  | Ab  | 6    | 7   | 15  | 165    |
| 5    | Renault              | 3   | 3   | 9   | 7   | 8   | 8   | 5   | 10   | 8   | 10  | 12  | 9   | 9   | 15  | 9   | 13  | 11   | 13  | 10  | 73     |
| 5    | Renault              | 12  | 17* | 12  | 8   | 11  | Ab  | Ab  | 15   | 12  | Ab  | Ab  | 13  | Ab  | 17  | 16  | Ab  | 12   | 16  | 17  | 73     |
| 6    | Force India-Mercedes | 9   | 10  | 11  | 13  | 12  | 7   | 18* | 9    | 11  | 6   | 7   | 7   | 8   | 6   | 11  | 10  | 9    | 8   | 6   | 69     |
| 6    | Force India-Mercedes | 10  | 11  | 15  | Ab  | 13  | 12  | Ab  | 14   | 15  | 13  | 14  | 11  | Ab  | 8   | 12  | 11  | 13   | 9   | 8   | 69     |
| 7    | Sauber-Ferrari       | DSC | 7   | 10  | 10  | 9   | 5   | 7   | 11   | 7   | 9   | 11  | 12  | Ab  | 10  | 8   | 15  | 10   | 10  | 9   | 44     |
| 7    | Sauber-Ferrari       | DSC | Ab  | 17  | 14  | 10  | NS  | 12  | 16   | Ab  | 11  | 15  | Ab  | Ab  | 14  | 13  | 16  | Ab   | 11  | 13  | 44     |
| 8    | STR-Ferrari          | 8   | 13  | 14  | 9   | 14  | 10  | 8   | 8    | 10  | 12  | 8   | Ab  | 7   | 12  | 15  | 7   | 8    | 15  | 11  | 41     |
| 8    | STR-Ferrari          | 11  | 14  | Ab  | 16  | 16  | Ab  | 10  | 13   | Ab  | 15  | 10  | Ab  | 10  | 21* | Ab  | 9   | Ab   | Ab  | 12  | 41     |
| 9    | Williams-Cosworth    | Ab  | Ab  | 13  | 15  | 15  | 9   | 9   | 12   | 13  | 14  | 13  | 10  | 11  | 11  | 14  | 12  | 15   | 12  | 14  | 5      |
| 9    | Williams-Cosworth    | Ab  | Ab  | 18  | 17  | 17  | 18* | Ab  | 18   | 14  | Ab  | 16  | 16  | 12  | 13  | 17  | Ab  | Ab   | 14  | Ab  | 5      |
| 10   | Lotus-Renault        | 13  | 15  | 16  | 18  | 18  | 13  | 16  | 19   | Ab  | 16  | Ab  | 14  | 13  | 16  | 18  | 14  | 14   | 17  | 16  | 0      |
| 10   | Lotus-Renault        | Ab  | Ab  | 19  | 19  | Ab  | 14  | Ab  | 20   | Ab  | 20  | Ab  | 15  | 14  | Ab  | 19  | 17  | 19   | 18  | 18  | 0      |
| 11   | HRT-Cosworth         | NSC | Ab  | 22  | 21  | 21  | 16  | 13  | 23   | 18  | 19  | 18  | 19  | NC  | 19  | 22  | 19  | 17   | 20  | 20  | 0      |
| 11   | HRT-Cosworth         | NSC | Ab  | 23  | 22  | Ab  | 17  | 17  | 24   | 19  | Ab  | 20  | Ab  | Ab  | 20  | 23  | 21  | 18   | Ab  | Ab  | 0      |
| 12   | Virgin-Cosworth      | 14  | 16  | 20  | 20  | 19  | 15  | 14  | 21   | 16  | 17  | 17  | 17  | 15  | 18  | 20  | 18  | 16   | 19  | 19  | 0      |
| 12   | Virgin-Cosworth      | NC  | Ab  | 20  | 21  | NS  | Ab  | 15  | 22   | 17  | 18  | 19  | 18  | Ab  | Ab  | 21  | 20  | Ab   | Ab  | Ab  | 0      |
| Poz. | Constructor          | AUS | MAL | CHN | TUR | ESP | MON | CAN | EUR  | GBR | GER | HUN | BEL | ITA | SIN | JPN | KOR | IND  | ABU | BRA | Puncte |

| Legendă      | Legendă                                                |
| Culoare      | Rezultat                                               |
| ------------ | ------------------------------------------------------ |
| Auriu        | Câștigător                                             |
| Argintiu     | Locul 2                                                |
| Bronz        | Locul 3                                                |
| Verde        | Alte locuri care punctează                             |
| Albastru     | Alte locuri                                            |
| Albastru     | Nu s-a clasat, dar a terminat cursa (NC)               |
| Purpuriu     | A abandonat cursa (Ab)                                 |
| Negru        | Descalificat (DSC)                                     |
| Alb          | Nu a luat startul (NS)                                 |
| Roșu         | Nu s-a calificat (NSC)                                 |
| Fără culoare | Retras înainte de calificări (Ret)                     |
| Fără culoare | Exclus (EX)                                            |
| Fără culoare | Nu a participat (celulă goală)                         |
| Adnotare     | Însemnătate                                            |
| P            | Pole position                                          |
| R            | Cel mai rapid tur                                      |
| *            | Nu a terminat, dar a parcurs mai mult de 90% din cursă |

Note:
- Pozițiile sunt sortate după cel mai bun rezultat, rândurile nefiind legate de piloți. În caz de egalitate de puncte, cele mai bune poziții obținute au determinat rezultatul.